# Ingénieur d'exploitation des systèmes de production
L'IESP était une école d'ingénieurs qui a fusionné en 2002 avec l'École universitaire d'ingénieurs de Lille (EUDIL) et l'Institut agricole et alimentaire de Lille (IAAL) pour former l'École Polytechnique Universitaire de Lille (Polyech'Lille).
En 1992, l'école d'Ingénieur d'Exploitation des Systèmes de Production (IESP) a été créée à l'Université de Lille 1 (sur un modèle d'excellence) en réponse à l'appel des industriels (7 partenaires d'origine et deux branches professionnelles; métallurgie et chimie) pour former, en alternance et en formation continue, des ingénieurs d'exploitation des systèmes de production disposant de capacités tant en technique qu'en management. En 1994 le diplôme spécialité "production" se réalise en partenariat avec l'Institut des Techniques d'Ingénieur de l'Industrie du Nord Pas-de-Calais. En 2002, en fusionnant avec EUDIL-IAAL, l'école devient le 8e département de Polytech'Lille ; seul département en partenariat. En 2004 la voie d'accès par l'apprentissage au diplôme est créée. L'ensemble de la formation par les deux voies d'accès se réalise à Polytech'Lille. Le diplôme est habilité par la CTI. En 2010, l'apprentissage a été relocalisé à Lille par le directeur de département de l'époque W. NUNINGER,.